# Новиков, Фёдор Сергеевич
Фёдор Серге́евич Но́виков (4 апреля 1927, с. Семенково, Каширский уезд, Московская губерния, РСФСР, СССР — 13 августа 2008, Москва, Россия) — советский футболист, советский и российский тренер. Мастер спорта СССР (1951). Заслуженный тренер РСФСР (1980) и Узбекской ССР (1990).
Выступал за «Крылья Советов» из Куйбышева в Классе «А» чемпионата СССР в 1948—1958 годах. Работал тренером в московском «Спартаке», помогая К. И. Бескову, за время их совместной работы команда дважды становилась чемпионом СССР, пять раз занимала второе место.

## Карьера
Начал заниматься футболом в городе Чехове. В 1941 году семья переехала в Куйбышев, где он стал играть в местном клубе «Заря». До этого серьёзно занимался акробатикой, бегал на лыжах, играл в хоккей с мячом.
В 1942 году ещё юный Новиков встал к верстаку и несколько лет обрабатывал затворы к пулемётам.
После войны некоторое время играл за «Трудовые резервы», выступавшие в Первенстве РСФСР, откуда его и пригласили в «Крылья Советов», которые тогда играли в элите советского футбола. Дебют Новикова в основном составе состоялся 12 июня 1948 года в победном для волжан домашнем матче с московским «Динамо». 25 сентября 1949 года он забил свой первый гол, поразив ворота харьковского «Локомотива».
С 1950 года игрок основного состава. В том же году «Крылья Советов» дошли до полуфинала Кубка СССР. В 1951 году команда заняла четвёртое место в чемпионате СССР, и Новиков получил звание «Мастера спорта». Ещё через два года куйбышевцы пробились в финал Кубка, но уступили московскому «Динамо» со счётом 0:1.
Всего Новиков провёл в составе «Крыльев Советов» 11 сезонов. Последний матч в чемпионате СССР за клуб провёл 19 октября 1958 года против донецкого «Шахтёра». После этого он играл какое-то время в дубле, а затем ушёл в уфимский «Строитель», в котором и завершил игровую карьеру. В уфимском же клубе началась тренерская карьера Новикова.
В 1978 году Константин Бесков пригласил Новикова своим помощником в московский «Спартак». За время их совместной работы команда дважды получала золотые (1979 и 1987), пять раз — серебряные, дважды — бронзовые медали. Главной чертой тренерского таланта Новикова была селекционная деятельность: он сумел разглядеть будущих звёзд в Ринате Дасаеве, Станиславе Черчесове и Фёдоре Черенкове.
В последние годы жизни работал тренером СДЮШОР клуба «Крылья Советов» города Москвы.

## Достижения

### Игрока
- Финалист Кубка СССР: 1953

### Тренера
- Чемпион СССР: 1979[6], 1987[7], 1989[8]
- Вице-чемпион СССР: 1980, 1981, 1984, 1985
- Бронзовый призёр чемпионата СССР: 1982, 1986
- Финалист Кубка СССР: 1981
- Обладатель Кубка Федерации футбола СССР: 1987

## Награды
- Мастер спорта СССР (1951).
- Заслуженный тренер РСФСР (1980).
- Заслуженный тренер Узбекской ССР (1990).

## Факты
- Нападающий по своему игровому амплуа, в бытность тренером ДЮСШ «Крылья Советов» занимался с вратарями[4].
- Команды, которые он тренировал, девять раз занимали первые места в разных футбольных лигах[1].
- После победы «Спартака» в чемпионате СССР 1979 года Бесков отдал Новикову свою золотую медаль, которая в то время вручалась только футболистам и главному тренеру[1].
- Бесков пригласил Новикова своим помощником после того, как в начале 1978 года на сборе в Сочи таганрогское «Торпедо», которое тот тренировал, победило подряд ЦСКА, «Торпедо» и «Жальгирис»[4].
- Новиков считал, что в обоих его уходах из «Спартака» виноват Н. П. Старостин, который его «подставлял»[4].